# Gunnera talamancana
Gunnera talamancana là một loài thực vật có hoa trong họ Dương nhị tiên. Loài này được H.Weber & L.E.Mora mô tả khoa học đầu tiên năm 1958.